# 阿列克谢耶夫卡村委员会
阿列克谢耶夫卡村委员会（俄语：Алексеевский сельсовет）是俄罗斯联邦阿穆尔州布列亚区所属的一个村委员会。其下辖有2个居民点，行政中心为阿列克谢耶夫卡。据2016年统计，该村委员会的人口为363人。